# Valerie Foushee
Valerie Jean Foushee, née Paige le 7 mai 1956, à Chapel Hill en Caroline du Nord) est une femme politique américaine représentante des États-Unis pour le quatrième district congressionnel de Caroline du Nord depuis 2023. Élue à la Chambre des représentants de Caroline du Nord pour le 50e district en 2012, elle représente par la suite le 23e district sénatorial en 2013.

## Législature de l'État
Élue à la législature d'État en 2012, Foushee est choisie par les démocrates locaux pour combler une vacance au Sénat causée par la démission d'Eleanor Kinnaird quelques mois plus tard. Au cours de la session législative débutant en 2015, Foushee est l'une des douze Afro-Américaines siégeant au Sénat de Caroline du Nord.

### Comités
Au cours de la session 2021-22, Foushee siège aux comités permanents et restreints suivants: 
- Crédits pour l'éducation/l'enseignement supérieur
- Crédits/Budget de base
- Commerce et Assurance
- Éducation/Enseignement supérieur
- Finance
- Comité restreint des nominations
- État et gouvernement local

## Chambre des représentants des États-Unis

### Élections

#### 2022
Le 8 novembre 2022, Foushee est élue avec 67 % des voix contre 33 % pour la candidate républicaine Courtney Geels.

### Adhésions aux caucus
- Congressional Black Caucus
- Congressional Progressive Caucus[8]
- New Democrat Coalition[9],[10]

### Missions du comité
- House Committee on Transportation and Infrastructure[11]
  - Subcommittee on Railroads, Pipelines, and Hazardous Materials